# Кривов, Михаил Алексеевич
Михаил Алексеевич Кривов (20 ноября 1916 года, Александровск, Амурской область, Российская империя — 27 мая 2009 года, Томск, Россия) — советский учёный в области физики.

## Биография
Родился в крестьянской семье. В 1933 году с родителями переехал в Томск, отец работал столяром на строительстве фабрики карандашной дощечки. В 1934 году поступил на рабфак Томского государственного университета (ТГУ). По окончании подготовительных курсов (1935) учился на физико-математическом факультете ТГУ, окончил университет в 1940 году. Начал преподавать в местном педагогическом институте, но в августе 1940 года был призван в Красную Армию. Окончив школу авиаспециалистов служил мотористом, авиамехаником.
С началом Великой Отечественной войны с 12 июля 1941 года составе авиационных полков воевал на Западном, Сталинградском, Юго-Западном, 3-м Украинском фронтах. Принимал участие в боях под Сталинградом, Курском и Белгородом, в защите Кавказа, в освобождении Донбасса, Кривого Рога, Одессы, Кишинёва, затем — Румынии, Болгарии, Югославии, Венгрии, Австрии. Член ВКП(б) с 1944 года.
Демобилизовался осенью 1945 года, вернулся в Томск.
Поступил на работу в Сибирский физико-технический институт (СФТИ): научный сотрудник лаборатории физики диэлектриков, с октября 1949 года — учёный секретарь, с февраля 1954 года — заместитель директора по научной работе. Возглавлял институт с апреля 1960 по ноябрь 1984 года, затем — старший научный сотрудник лаборатории физики полупроводников СФТИ.
Старший научный сотрудник по специальности «Электрофизика» с 5 июня 1954 года, доцент по кафедре полупроводников — с 1956 года. Кандидат физико-математических наук (1954, тема диссертации «Диэлектрические потери в простых ионных кристаллах и тальковой керамике на высокой частоте», научный руководитель — К. А. Водопьянов).
В 1960—1980-е годы принимал активное участие в создании на базе работавших в СФТИ научных направлений и коллективов 4-х новых НИИ: полупроводниковых приборов (1964), прикладной математики и механики (1968), оптики атмосферы (1969), физики прочности и материаловедения (1984), сейчас два последних входят в состав СО РАН.
Автор и соавтор более 100 научных работ. Преподавал в ТГУ на радиофизическом факультете, среди его учеников 12 кандидатов наук.
Активно занимался общественной работой. Избирался секретарём партбюро ВКП(б)/КПСС института СФТИ, членом парткома ТГУ, в 1963—1973 гг. — член Томского горкома КПСС.
Депутат Томского городского Совета депутатов трудящихся (1971—1975).

## Научные интересы
Вёл исследования по физике диэлектриков и физике полупроводников.

## Награды
- орден Октябрьской Революции (1976)
- орден Отечественной войны II степени (11.03.1985)
- два ордена Трудового Красного Знамени (1971 и 1981)
- два ордена Красной Звезды (14.09.1944 и 30.04.1945)
- орден «Знак Почёта» (1961)
- медаль «За боевые заслуги» (27.07.1943)
- медаль «За доблестный труд. В ознаменование 100-летия со дня рождения Владимира Ильича Ленина» (1970).
- медаль «За победу над Германией в Великой Отечественной войне 1941—1945 гг.» (04.06.1945)
- медаль «За оборону Сталинграда» (19.06.1945)
- медаль «За оборону Кавказа»[1] (1945)
- медаль «За взятие Вены» (1947)
- медаль «За взятие Будапешта» (1945)
- медаль «За освобождение Белграда» (1973)
- медаль «50 лет Вооружённых Сил СССР» (1969)
- медаль «60 лет Вооружённых Сил СССР» (1978)
- медаль «70 лет Вооружённых Сил СССР» (1988)
- юбилейная медаль «Двадцать лет Победы в Великой Отечественной войне 1941—1945 гг.» (1965)
- нагрудный ветеранский знак-медаль «25 лет Победы в Великой Отечественной войне» (1970)
- юбилейная медаль «Тридцать лет Победы в Великой Отечественной войне 1941—1945 гг.» (1975)
- юбилейная медаль «Сорок лет Победы в Великой Отечественной войне 1941—1945 гг.» (1985)
- юбилейная медаль «50 лет Победы в Великой Отечественной войне 1941—1945 гг.» (1995)
- юбилейная медаль «60 лет Победы в Великой Отечественной войне 1941—1945 гг.» (2005)
- медаль «Ветеран труда (СССР)» (1976)
- медаль Жукова (1995)
- медаль «400 лет городу Томску: За заслуги перед Томском» (2004)
- медаль «За участие в Отечественной войне 1944—1945» (Болгария) (1970).

В 1998 году присвоено звание Почётного гражданина города Томска.
16 июня 1993 года присвоено звание Почётного доктора ТГУ
- медаль «За заслуги перед Томским государственным университетом»

## Сочинения
- Вяткин А. П., Гаман В. И., Кривов М. А. Физика полупроводников и диэлектриков в Томском университете // Развитие физических наук в Томском университете: Сборник статей / Ред. В. И. Гаман, М. А. Кривов. — Томск, 1981.
- Вяткин А. П., Кривов М. А., Лаврентьева Л.Г. История организации и становления научного направления по физике полупроводников в Томском университете и Сибирском физико-техническом институте. // Вестник Томского государственного университета. — Томск: Издательство Томского университета, 2005. — № 285. — С. 3—12. — ISSN 15617793. — eISSN 1561-803X.
- Кривов М. А. Диэлектрические потери в кристаллах щёлочно-галоидных солей на высокой частоте // Труды СФТИ (журнал). — Томск, 1956. — Вып. 35.
- Кривов М. А. Электрические свойства германия, кремния и арсенида галлия // Итоги исследований по физике (1917—1961). —Томск, 1971.
- Кривов М. А. О роли и месте вузовского научно-исследовательского института в системе подготовки высококвалифицированных специалистов в вузе // Физики о физиках и физике: Сборник статей / Под ред. И. Н. Анохиной. — Томск, 1998.
- Кривов М. А. Когда мы были молодыми. — Томск, 2006.
- Малисова Е. В., Никифорова М. П., Кривов М. А. и др. Электрофизические свойства арсенида галлия, совместно легированного примесью германия и изовалентными примесями индия и сурьмы // Известия вузов. Физика (журнал). — Томск, 1987. — № 9.
- V. N. Brudnyi, V. G. Voevodin, O. V. Voevodina, M. A. Krivov. Defects in electron irradiated CdSnAs2 crystals. // Phys. Stat. Sol. (a). 1980. Vol. 62.